# Marie-Caroline Le Pen
Marie-Caroline Le Pen (Neuilly-sur-Seine, 23 gennaio 1960) è una politica francese e la maggiore delle tre figlie di Jean-Marie Le Pen.

## Biografia
Marie-Caroline Le Pen è la maggiore delle tre figlie di Jean-Marie Le Pen e della sua prima moglie, Pierrette Lalanne. Sua sorella è la politica francese Marine Le Pen. Secondo la madre, Marie-Caroline e le sue due sorelle sono state cresciute fin dall'infanzia "per essere animali politici, pensando e odiando come il padre".
Nel 1987, sposò Jean-Pierre Gendron. Divorziata nel 1991, si risposò nel 1999 con Philippe Olivier, con il quale ha avuto una figlia e un figlio, Nolwenn e Pierre, che si uniscono a Quentin così come i due ragazzi che Philippe Olivier aveva avuto prima della sua vedovanza. Nolwenn Olivier ha una relazione con Jordan Bardella. In totale, Marie-Caroline Le Pen è madre e matrigna di cinque figli. Sua nipote è Marion Maréchal.
Negli anni 2010 ha lavorato part-time nel settore immobiliare.

## Carriera politica
Quando l'FN si divise nel 1998, seguì Bruno Mégret nel Movimento Nazionale Repubblicano (MNR) con suo marito, Philippe Olivier. Dopo una rottura con la sua famiglia, si avvicinò alla sorella Marine Le Pen alla fine degli anni 2000, per poi tornare definitivamente all'FN nel 2016. Dopo essere stata consigliere regionale dell'Île-de-France dal 1992 al 2004, nel 2021 viene rieletta.
Nelle elezioni legislative del 2024, Marie-Caroline Le Pen si è candidata nella quarta circoscrizione della Sarthe, l'ex circoscrizione di François Fillon, che è stato Primo ministro della Francia tra il 2007 e il 2012.  Ha perso contro Élise Leboucher per 225 voti.

## Posizioni
Nel 2015, Marie-Caroline Le Pen si definiva "cattolica, nazionalista e moderna". Secondo L'Express, aveva descritto il piano della Francia di uscire dall'eurozona come un «programma ansiogeno» e "tendente al bonapartismo e all'unione della destra", come suo marito Philippe Olivier.
Si oppone alla legge del 2013 che consente il matrimonio alle coppie dello stesso sesso e contraddice la posizione del FN sull'argomento.
Critica "l'ipocrisia" di certe femministe, che, secondo lei, non prendono posizione sul fatto che le donne "non hanno più il diritto di vestirsi come vogliono per strada".
Fu ricevuta a Mosca nel 2018 da Konstantin Malofeev, un oligarca nazionalista ultraconservatore vicino a Vladimir Putin, sospettato di essere l'ideatore del primo prestito russo al Rassemblement National, di aver avuto un ruolo decisivo nell'annessione della Crimea e di aver finanziato i separatisti filorussi nel Donbass. Anche suo marito Philippe Olivier, eurodeputato del RN, si recò in Crimea due anni dopo, in qualità di osservatore del referendum costituzionale.